# Latin trap
La trap latina (nota anche come trap spagnola) è un sottogenere latino della musica trap. Il genere è influenzato dal reggaeton e dal southern hip hop, e guadagnò popolarità nell'America Latina dal 2007. I temi trattati dal genere sono de la calle, cioè "della strada".

## Caratteristiche
Ia trap latina è un genere influenzato dal latin hip hop, in particolare dal southern hip hop, e da alcuni genere portoricani, il reggaeton e il dembow. Le vocalità includono sia il canto che il rapping, pur mantenendo delle sonorità tipiche della trap. I testi parlano spesso della vita da strada: droga, armi e violenza.

## Storia

### Anni duemila
La trap latina è un genere che nasce nell'isola di Porto Rico e che successivamente guadagna popolarità nell'America Latina. La data esatta di nascita è ignota, nonostante sia stata ampiamente discussa. Il cantante di reggaeton e latin trap Ozuna sostiene che il genere sia nato nel 2007, con la canzone El pistolón dei duo Arcángel & De La Ghetto, Yaga & Mackie e Jowell & Randy. De La Ghetto, dall'altra parte, sostiene di aver performato canzoni latin trap dal 2005 o 2006, con il suo pubblico che pensava «fosse pazzo». In quel momento, gli artisti reggaeton volevano introdurre elementi hip hop e R&B al pubblico latino.

### Anni duemiladieci

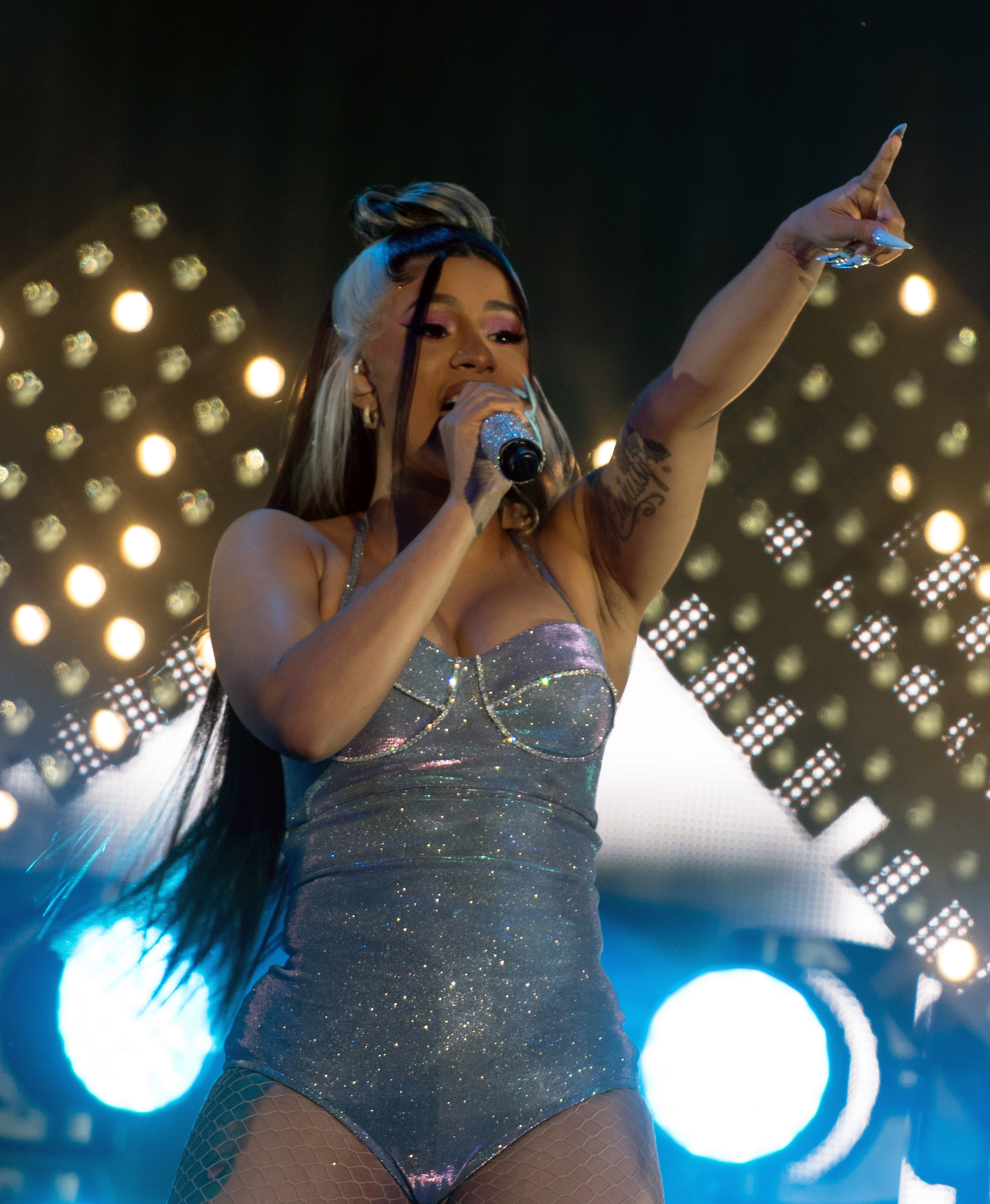
Cardi B è l'artista che, grazie al singolo I Like It, ha raggiunto per la prima volta con un brano latin trap la vetta della Billboard Hot 100

Il genere portoricano ha iniziato a guadagnare rilevanza nella scena internazionale nel 2014, quando artisti come Álvaro Díaz, Myke Towers e Fuete Billete pubblicarono delle canzoni latin trap. Questo nuovo sound portò popolarità all'isola, e vennero pubblicate canzoni come Ocasión di De La Ghetto, che grazie ad Ozuna portò il genere a livello internazionale.
Nel luglio 2017, The Fader scrisse: «rapper e reggaetoners da Porto Rico alla Colombia hanno preso elementi della trap — le linee dondolanti del basso, il tremolio degli 808 e le atmosfere — e li hanno mischiati pezzo dopo pezzo». Un articolo di Billboard della serie "Una breve storia di", pubblicato nell'agosto del 2017, presentava alcuni tra gli artisti più importanti della latin trap, tra cui Ozuna, De La Ghetto, Bad Bunny, Farruko e Messiah, raccontando una breve storia del genere. Elias Leight di Rolling Stone scrisse che «[Jorge] Fonseca ha ospitato artisti portoricani come Anuel AA, Bryant Myers e Noriel nella compilation Trap Capos: Season 1, che divenne il primo LP latin trap a raggiungere la vetta della Billboard Latin Rhythm Albums».
Molti altri artisti contribuirono alla popolarità della trap latina. Tra loro c'è Bad Bunny, che grazie alle sue collaborazioni con Nicki Minaj, Travis Scott e Cardi B riuscì ad entrare molteplici volte nella Billboard Hot Latin Songs. Divenne in breve tempo il volto della latin trap. Attraverso altre collaborazioni, come il singolo Mayores di Becky G, Bad Bunny fu il primo artista del genere a passare per le radio statunitensi. Il suo album di debutto, X 100pre, fu pubblicato nella fine del 2018 e vinse il Latin Grammy per miglior album urban.
Nel 2018 il singolo di Cardi B I Like It, realizzato in collaborazione con Bad Bunny e J Balvin, fu il primo brano di trap latina a raggiungere la vetta della Billboard Hot 100.

## Critiche
L'impossibilità della trap latina di essere suonata alla radio deriva dalla volgarità e dalla lascivia dei testi. Il brano Cuatro Babys di Maluma ricevette molte polemiche riguardo ai testi, in quanto sembrerebbero suggerire violenza diretta nei confronti delle donne. Fu pubblicata una petizione su change.org chiedendo la rimozione della canzone dalle piattaforme digitali. Nonostante ciò, Cuatro Babys crebbe in popolarità, riuscendo a ricevere quattro dischi di platino. Per questo motivo la trap latina ha un grande seguito, ma soprattutto underground.
Il 15 settembre 2018 Anuel AA pubblicò una traccia diss rivolta al rapper Coscullela. Il brano fu criticato per via del suo linguaggio volgare e di alcune osservazioni offensive verso gli omosessuali e i sieropositivi. A causa di ciò, il produttore  Paco López annullò la data al Coliseo de Puerto Rico José Miguel Agrelot, prevista per il 12 ottobre. Successivamente, il cantante si scusò con i fan.